# Шимоциці
Шимоциці (пол. Szymocice, нім. Schymotschütz) — село в Польщі, у гміні Нендза Рациборського повіту Сілезького воєводства.
Населення — 298 осіб (2011).
У 1975-1998 роках село належало до Катовицького воєводства.

## Демографія
Демографічна структура станом на 31 березня 2011 року:
|          | Загалом | Допрацездатний вік | Працездатний вік | Постпрацездатний вік |
| -------- | ------- | ------------------ | ---------------- | -------------------- |
| Чоловіки | 148     | 27                 | 103              | 18                   |
| Жінки    | 150     | 25                 | 96               | 29                   |
| Разом    | 298     | 52                 | 199              | 47                   |